# Phyllis Diller

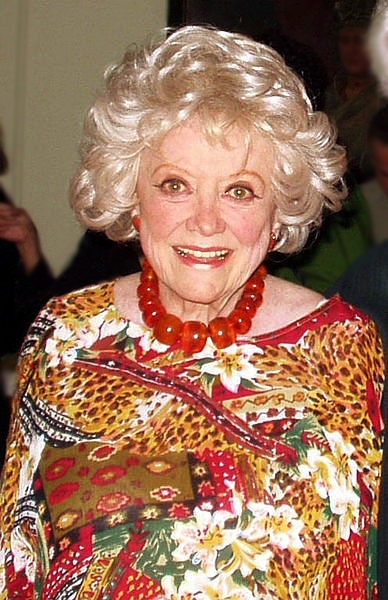
Phyllis Diller (2007)

Phyllis Ada Driver, besser bekannt als Phyllis Diller (* 17. Juli 1917 in Lima, Ohio; † 20. August 2012 in Los Angeles, Kalifornien), war eine US-amerikanische Komikerin und Schauspielerin.
Sie galt als Pionierin der Stand-up-Comediennes in den Vereinigten Staaten und damit als Vorreiterin von Komikerinnen wie Rita Rudner, Totie Fields, Joan Rivers, Lily Tomlin, Sandra Bernhard, Joy Behar, Rosie O’Donnell und Roseanne Barr.

## Leben

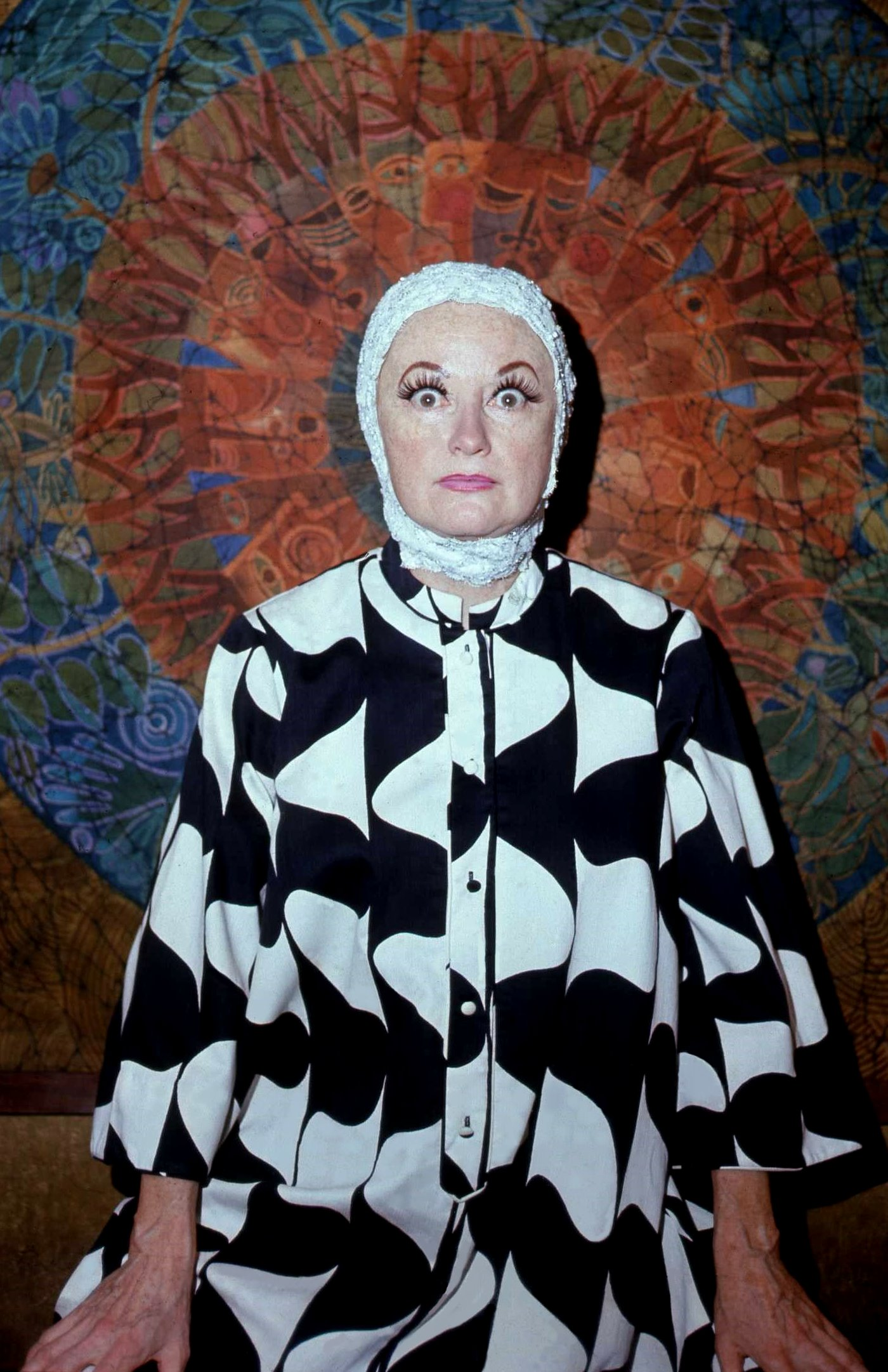
Phyllis Diller (1973)

Phyllis Ada Driver war die Tochter von Perry Marcus Driver und seiner Ehefrau Frances Ada Romshe. Sie besuchte in Lima die Central High School und studierte drei Jahre Klavier am Sherwood Music Conservatory in Chicago, bevor sie ein Stipendium für die Bluffton University in Bluffton, Ohio, erhielt. Der spätere Showmaster und Autor Hugh Downs war ihr Kommilitone. Mitte der 1950er Jahre trat sie regelmäßig in der Jack-Paar-Show auf und war Kandidatin in Groucho Marx’ Quizshow You Bet Your Life. Sie hatte in der Folgezeit regelmäßige Auftritte im Purple Onion, einem bekannten Nachtclub in San Francisco.
Größere Bekanntheit erlangte sie durch Auftritte an der Seite von Bob Hope, mit dem sie in insgesamt 23 Fernsehsendungen und drei Kinofilmen zu sehen war. Obwohl die Filme finanzielle Misserfolge waren, lud Hope sie 1966 zu gemeinsamen Auftritten im Rahmen der US-amerikanischen Truppenbetreuung in Vietnam ein.
In den 1960ern war sie regelmäßig im amerikanischen Fernsehen zu sehen und spielte Nebenrollen in Filmen wie Fieber im Blut von Elia Kazan. In der ABC-Sitcom The Pruitts of Southampton übernahm sie 1966 die Hauptrolle und hatte ab 1968 ihre eigene Unterhaltungssendung The Beautiful Phyllis Diller Show.
Phyllis Diller war dreimal verheiratet:
- 1939–1965 mit Sherwood Anderson Diller (geschieden); aus dieser Ehe gingen sechs Kinder hervor;
- 1965–1975 mit Warde Donovan (geschieden)[1]
- von 1985 bis zu seinem Tod im Jahre 1996 mit Robert P. Hastings.

Diller erlitt 1999 einen Herzinfarkt und lebte fortan mit einem Herzschrittmacher. Am 20. August 2012 starb sie 95-jährig in ihrem Haus in Los Angeles.

## Filmografie (Auswahl)
- 1961: Fieber im Blut (Splendor in the Grass)
- 1966: Völlig falsch verbunden! (Boy, Did I Get a Wrong Number!)
- 1966: Batman (Fernsehserie, 1 Folge)
- 1966–1967: The Pruitts of Southampton (Fernsehserie, 30 Folgen)
- 1968: Wo bitte gibt’s Bier an der Front? (The Private Navy of Sgt. O’Farrell)
- 1969: Mini-Max (Get Smart; Fernsehserie, 1 Folge)
- 1975: Die Sunny Boys (The Sunshine Boys)
- 1975: Uncle Croc's Block (Fernsehserie, 16 Folgen)
- 1979: Die H.L.M. Puff-Company (A Pleasure Doing Business)
- 1979/1982: Love Boat (Fernsehserie, 2 Folgen)
- 1982: Pink Motel
- 1985: Die Jeffersons (The Jeffersons; Fernsehserie, 1 Folge)
- 1987: Alice im Land des Zauberspiegels (Alice Through the Looking Glass; Fernsehfilm)
- 1988: Full House (Fernsehserie, 1 Folge)
- 1988: Dr. Hackenstein (Doctor Hackenstein)
- 1988: Nachtstreife (Night Heat; Fernsehserie, Folge 4x09)
- 1990: Der Nußknacker-Prinz (The Nutcracker Prince) (Stimme)
- 1994: Das Schweigen der Hammel (Il silenzio dei prosciutti)
- 1994: Das Leben und Ich (Boy Meets World; Fernsehserie, 1 Folge)
- 1997–2012: Reich und Schön (The Bold and the Beautiful; Fernsehserie, 17 Folgen)
- 1998: Das große Krabbeln (A Bug’s Life) (Stimme)
- 1998: Diagnose: Mord (Diagnosis Murder; Fernsehserie, 1 Folge)
- 1999–2003: Eine himmlische Familie (7th Heaven; Fernsehserie, 3 Folgen)
- 2001/2002: Titus (Fernsehserie, 2 Folgen)
- 2002/2004: Jimmy Neutron (Fernsehserie, 2 Folgen) (Stimme)
- 2006–2007: Family Guy (Fernsehserie, 3 Folgen) (Stimme)
- 2007: Boston Legal (Fernsehserie, 1 Folge)
- 2009: Family Dinner (Kurzfilm)

## Auszeichnungen
- 1966: Golden Apple Awards
- 1967: Golden Globe (nominiert)
- 1967: Laurel Award (nominiert)
- 2000: Lucy Award
- 2004: Governor’s Award beim San Diego Film Festival
- Walk of Fame in St. Louis